# ستکوو (استان اشوی‌داشکسیه)
ستکوو (به لهستانی: Styków) یک منطقهٔ مسکونی در لهستان است که در گمینا بروده (استان اشوی‌داشکسیه) واقع شده‌است. ستکوو ۷۹۲ نفر جمعیت دارد.